# Arén
Arén (katalanska: Areny de Noguera) är en kommun i Spanien.   Den ligger i provinsen Huesca och regionen Aragonien, i den nordöstra delen av landet, 400 km nordost om huvudstaden Madrid. Antalet invånare är 362.